# Зимняя Спартакиада народов СССР 1978
IV зимняя Спартакиада народов СССР  — проходила в Свердловске, 4 — 18 марта 1978 года. Горнолыжники соревновались в Бакуриани, прыгуны с трамплина — на горе Долгой в горнолыжном комплексе «Аист» в Нижнем Тагиле, хоккеисты в Первоуральском Дворце спорта Новотрубного завода, саночников — в «закрытом» городе Свердловск-44.
Чемпион Спартакиады одновременно получал звание чемпиона СССР. Финалы обслуживали 464 судьи, в том числе 17 — международной категории, 195 — всесоюзной. Из 309 тренеров, готовивших спортсменов к финалам, 12 — заслуженные тренеры СССР.
Торжественные открытие и закрытие финала Спартакиады состоялись на Центральном стадионе в Свердловске, 8 и 18 марта. Огонь Спартакиады зажигала Зинаида Амосова. Соревнования фигуристов и хоккеистов проходили во Дворце спорта профсоюзов, конькобежцев — на искусственной дорожке катка «Юность», хоккеистов с мячом — на Центральном стадионе, лыжников и двоеборцев — на Уктусских горах, биатлонистов — на стрельбище «Динамо» и др.
В общей сложности в соревнованиях было колоссальное количество участников — свыше 31 миллиона спортсменов. В финальных соревнованиях приняли участие 59 сборных команд союзных республик, городов Москвы и Ленинграда, областей РСФСР общим количеством 2007 человек, из которых 593 женщины. Впервые в финальных соревнованиях участвовали спортсмены Узбекской и Киргизской ССР. В числе спортсменов 27 заслуженных мастеров спорта, 118 мастеров спорта международного класса, 641 мастер спорта СССР, 494 кандидата в мастера спорта, 487 спортсменов I разряда, 240 спортсменов других разрядов.

## Биатлон
У юниоров 9 марта состоялась гонка на 10 км, 10 — эстафета 3х7,5 км, 13 — гонка на 15 км, мужчины соревновались 11 марта в гонке на 10 км , 12 — в эстафете 4х7,5 км, 14 — на 20 км. Победители — биатлонисты А.Тихонов (на 10 км — 35.45,80 сек.), Н.Круглов и А.Елизаров. Призёрами стали и молодые спортсмены: Владимир Аликин и Владимир Артемьев (выиграл гонку на 10 км среди юниоров). Команда РСФСР-2 выиграла эстафету у мужчин - 1:49.05 сек., Вячеслав Толкачев (Белорусская ССР), выиграл гонку на 20 км - 1:07.27,76 с одним штрафным кругом.

## Конькобежный спорт
Победителями стали известные спортсмены конькобежцы Любовь Садчикова (Смоленская область, 15 марта на дистанции 500 м, результат — 42,70 сек.), Наталья Заборских (Горьковская область, 16 марта, 1000 м, 1 мин. 27,93 сек.), Наталья Петрусева (Москва, 3000 м, 4.51,51, 17 марта), Валерий Муратов (Москва, 500 м, 39,05, 9 марта), Владимир Лобанов (Москва, дважды — 11 марта 1000 м и 12-го 1500 м, 1.18,20 и 2.00,61 соотв.) и др. Татьяна Аверина (Москва, выиграла 14 марта на дистанции 1500 м, результат 2 мин. 16,37 сек.), Сергей Марчук (Москва, дважды — 5000, 10 марта и 10000 м, 13 марта, 7.12,95 и 14.47,28 соотв.). Призёрами стали и молодые спортсмены: конькобежцы Николай Прейн, Сергей Филиппов, Виталий Зазерский.

## Фигурное катание
Победителями стали 14 марта М.Черкасова и С.Шахрай, 18 марта И.Бобрин, 17 марта Наталья Карамышева и Ростислав Синицын, 15 марта Людмила Баконина. Призёрами стали и молодые спортсмены: в фигурном катании — Вероника Першина и Марат Акбаров (Свердловская область, 2-е место среди пар-юниоров), Кира Иванова (2-е место среди юниорок). Сергей Волков (5-е место в мужском одиночном катании), Владимир Ковалев (2-е место).

## Лыжный спорт — Северные дисциплины
В эстафете лыжников 4 по 10 км 15 марта на Уктусских горах выиграла команда 1-й сборной РСФСР (Николай Бажуков, Сергей Савельев, Николай Зимятов, Василий Рочев) - 1Ж59.12,17 сек., 2-е место заняла команда Свердловска. Команда 1-й сборной РСФСР (Нина Рочева, Раиса Сметанина, Нурания Латфулина, Галина Кулакова) 16 марта выиграла и женскую эстафету 4х5 км - 1:04.36,36. Победителями стали известные спортсмены прыгун с трамплина Виктор Пирожков (8 марта, 70-метровом трамплине, с прыжками на 74,5 и 77 м, сумма 241,4), Владимир Черняев (Казахстан, на 90-метровом трамплине, с прыжками на 116 и 104 м, сумма 251,0, 12 марта), чемпионы мира и Олимпийских игр лыжницы Зинаида Амосова (Свердловск), Г.Кулакова (Удмуртская АССР, выиграла на дистанции 10 км 14 марта - 32.56,27), Любовь Лядова (Свердловская обл.) 5 км - 16.02,78, Нина Рочева, лыжники Василий Рочев (занял 2-е место на дистанции 50 км 17 марта), С.Савельев, Евгений Беляев (Ленинград, выиграл на дистанции 50 км). Призёрами стали и молодые спортсмены: в лыжном спорте Николай Зимятов (первый в гонке на 30 км — 1:37.41,2 сек.), Вадим Панков и Александр Пятыгин (Свердловская обл. - выиграл в гонке на 15 км - 49.03,47 12 марта), Наталья Кузнецова, Александр Чуриков. В двоеборье первым был Александр Майоров (Горьковская обл.) — 448,8.

## Горнолыжный спорт
В скоростном спуске выиграл студент из Кемерово Владимир Макеев. Призёрами стали и молодые спортсмены: горнолыжники Виктор Санакоев, . 6 марта в мужском слаломе-гиганте первым стал Александр Жиров (Московская обл.) — 2.18,66 сек., у женщин — Надежда Патракеева (Московская обл.) — 1.13,36, 8 марта в мужском слаломе-гиганте лучшим был Владимир Андреев (Москва) — 1.40,63 сек., женском — 9 марта 1-е место заняла Людмила Реус (Башкирия).

## Хоккей
С 6 по 17 марта в Первоуральске во Дворце спорта имени 50-летия ВЛКСМ проходили сначала игры 16 команд в 4 группах, победители вышли в финальный тур за 1-4 места, в итоге на 1 место вышла Москва, 2 — Пензенская область, 3 Свердловская область и 4 — Ленинград.

## Санный спорт
На двух-местных санях, на трассе клуба «Кедр» в Свердловске (так указывалось в протоколах месонахождение трассы в закрытом городе Свердловск-44), выиграли братья Валентин и Николай Папировые (Украинская ССР, 2-местные сани, 1.27,99 сек., 16 марта), 10 марта по сумме трех заездов Вера Зозуля — 2.14,23 сек., 14 марта - Владимир Шитов (Москва) показал лучшую сумму - 2.32,81.